# 英国驻芜湖领事官邸旧址
英国驻芜湖领事官邸旧址是中国安徽省芜湖市的一座历史建筑，位于镜湖区雨耕山，即吉和街26号雨耕山酒文化创意产业园内。该建筑原为英国驻芜湖领事的官邸。
1877年，烟台条约签订的次年，英国在芜湖设立领事馆，在范罗山山顶建造了英驻芜领事署的办公建筑。英国驻芜领事署官邸则位于其西南的雨耕山山顶，始建于1887年，建成于1889年。
1933年，天主教芜湖教区的西班牙籍耶稣会传教士筹建内思高级工业职业学校旧址的新校舍，次年，蒲庐主教从英国人手中购买雨耕山山顶英驻芜领事官邸，作为办公楼使用，又从西班牙募集到大笔捐款，请来精通建筑学的郭若内修士，担任建设校舍的工程师，在附近土地上兴建规模宏大的校舍建筑。
2006年3月2日，英驻芜领事官邸旧址已公布为第三批芜湖市文物保护单位。2011年安徽机电职业技术学院迁出后，改为雨耕山酒文化创意产业园的一部分。